# Samantha Maloney
Samantha Maloney (11 de diciembre de 1975) es una baterista estadounidense que ha formado parte de las bandas Hole, Mötley Crüe, Eagles of Death Metal y Peaches. Recibió su primera batería a la edad de cinco años. A los catorce, ingresó en la Escuela de Música y Artes Fiorello H. LaGuardia en la ciudad de Nueva York, y durante los siguientes tres años estudió batería de manera incansable. Su primera banda fue Shift, una agrupación de hardcore. En 1998 se le ofreció el puesto de baterista en la banda Hole, dejado por Patty Schemel.
 A los 22 años, Maloney salió de gira con Hole justo en el pico de su popularidad. En el año 2000, Hole entró en un hiato musical, por lo que se le ofreció reemplazar a Randy Castillo en la agrupación de glam metal Mötley Crüe. Samantha es la baterista en el DVD New Tattoo de la banda angelina. El título del DVD es Motley Crue – Lewd, Crued & Tattooed.
En el 2004 se reunió con Melissa Auf der Maur (The Smashing Pumpkins/Hole), Paz Lenchantin (A Perfect Circle) y Radio Sloan (The Need) para crear la banda llamada The Chelsea. El supergrupo formado solamente por artistas femeninas solo tocó un concierto antes de separarse. Melissa se reunió con el músico Josh Homme, quien la invitó a hacer parte de la banda Eagles of Death Metal. Maloney aceptó y salió de gira con la agrupación, abriendo para Queens of the Stone Age en una gira mundial. También ha tocado junto a la artista Peaches, con su banda en vivo, Peaches & The Herms.

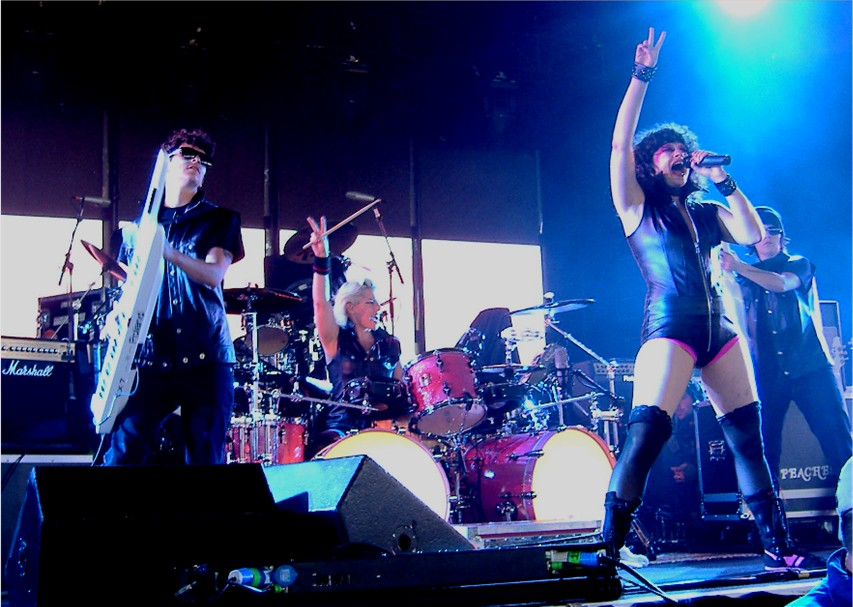
Maloney con Peaches and the Herms en 2006.

## Discografía

### Con Shift
- Pathos EP (1994)
- Spacesuit (1995)
- Get In (1997)

### Con Mötley Crüe
- Lewd, Crüed & Tattooed (DVD) (2002)

### Con Courtney Love
- America's Sweetheart (2004)

### Con Peaches
- Impeach My Bush (2006)